# José Manuel de Barros Wanderley

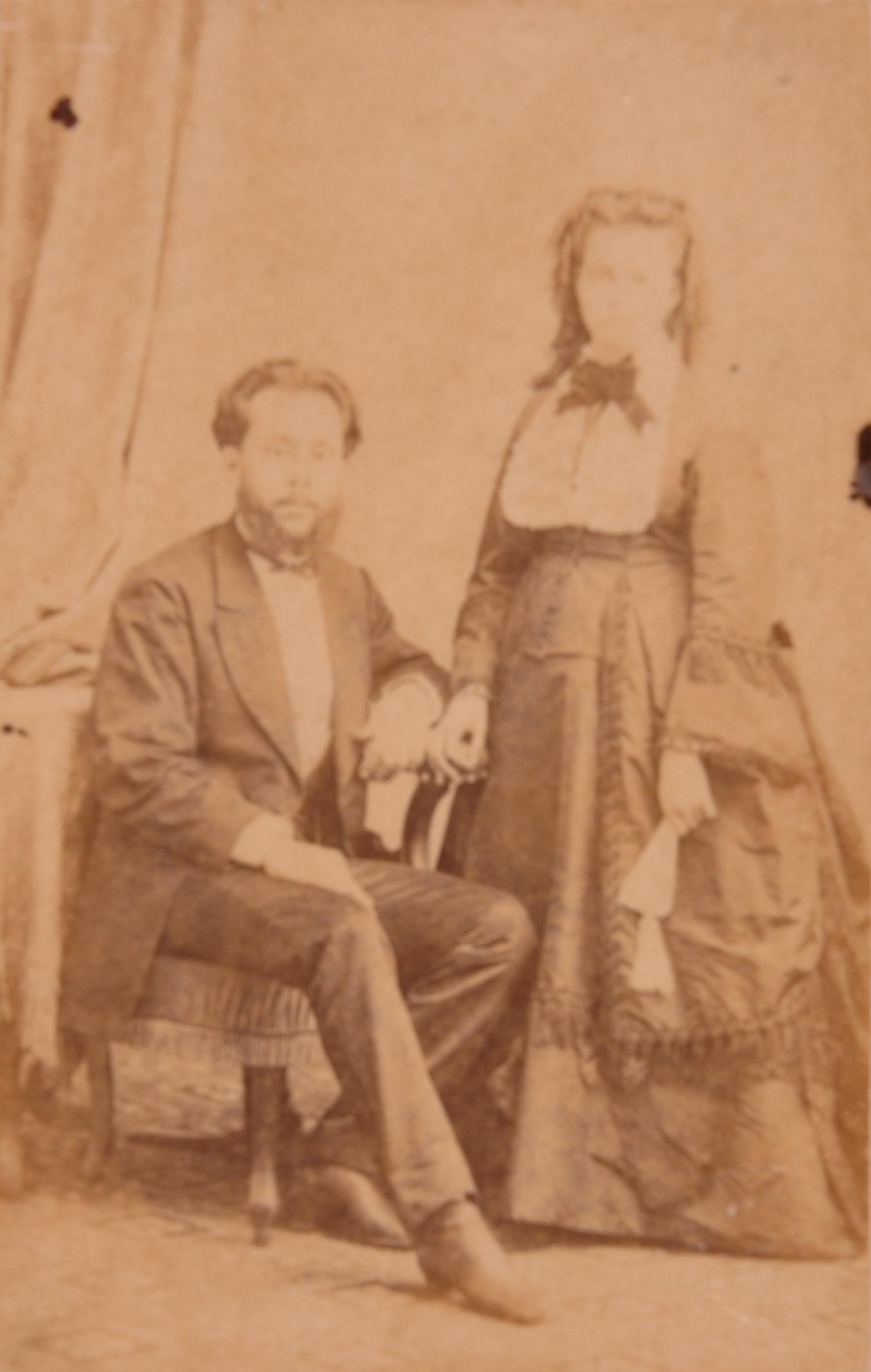
José Manoel de Barros Wanderley, Barão de Granito, e sua esposa, Maria da Conceição de Barros Wanderley.

José Manuel de Barros Wanderley, primeiro e único barão de Granito (Sirinhaém, 28 de agosto de 1842 —  22 de setembro de 1909) foi magistrado e político brasileiro.
Filho de José Manuel de Barros Wanderley, agricultor em Rio Formoso e em Sirinhaém, e de Maria Francisca Accioli Lins, irmã dos barões de Goicana e do Rio Formoso. O primeiro tomou por esposa a irmã mais velha de José Manuel, Feliciana Inácia de Accioli Lins (1840 - 1896), em 1855. José Manuel, por sua vez, casou-se com sua prima, Maria da Conceição de Barros Wanderley (4 de novembro de 1857 - 13 de outubro de 1910), filha de Manuel Mesquita de Barros Wanderley e de Rita Angélica de Barros Wanderley. O casal teve 21 filhos.
Formado na Faculdade de Direito do Recife, em 1866, foi deputado provincial em Pernambuco e presidente da Assembléia Provincial em 1887.
Agraciado barão em 25 de março de 1888.